# Ilztalbahn GmbH
Die Ilztalbahn GmbH (ITB) ist ein Unternehmen in Niederbayern. Sie ist Eisenbahninfrastrukturunternehmen der Bahnstrecke Passau–Freyung, die sie von der DB Netz gepachtet hat. Diese Aufgaben werden dabei unter der Mithilfe von Mitgliedern des Hauptgesellschafters der GmbH des Fördervereins Ilztalbahn e. V. wahrgenommen.

## Geschichte

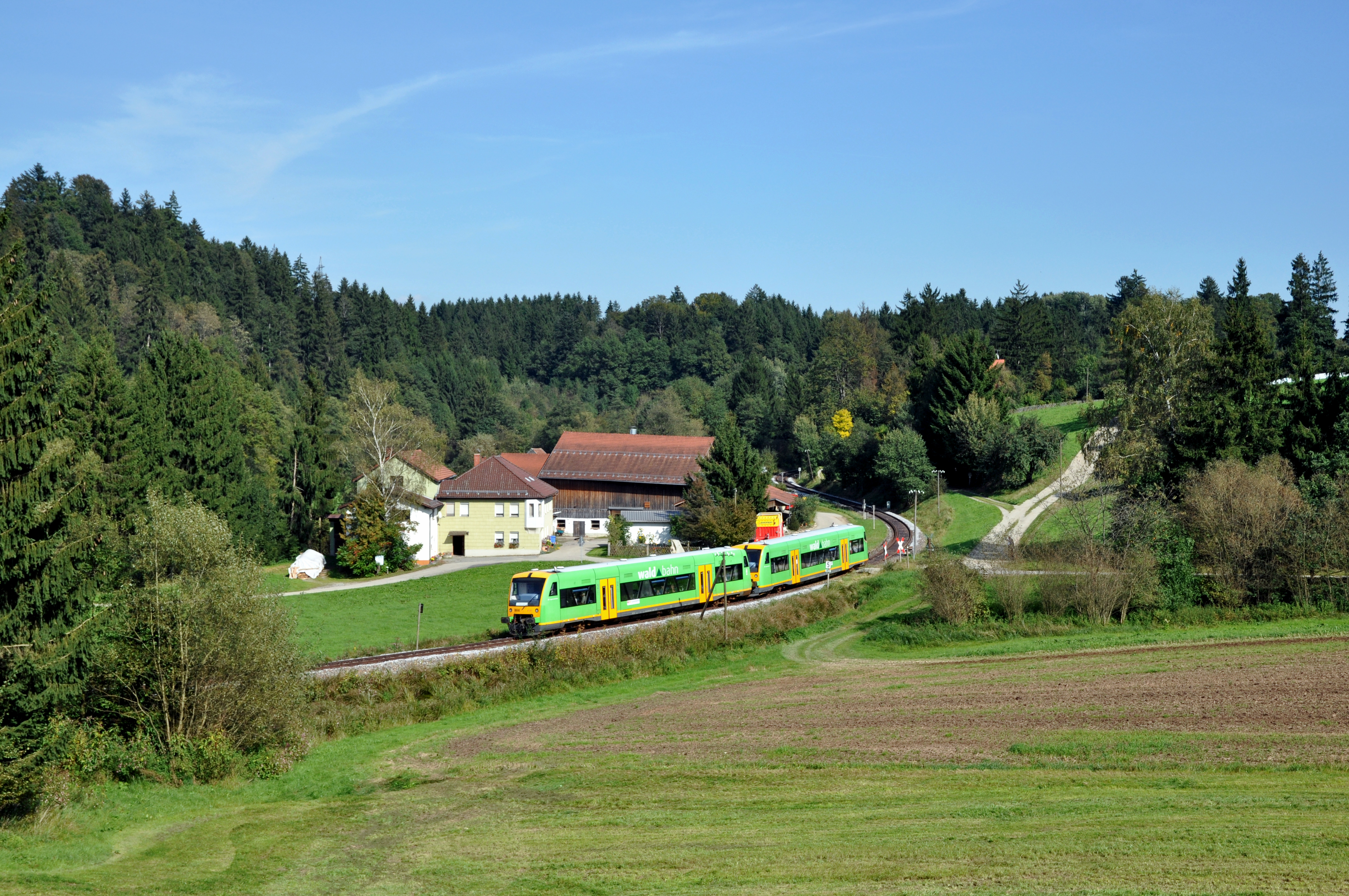
Ein Zug der Ilztalbahn bei Neuhausmühle

Die Ilztalbahn GmbH wurde im Zuge der Reaktivierungsbemühungen der Bahnstrecke Passau–Freyung von Mitgliedern des Fördervereins Ilztalbahn e. V. am 14. November 2006 gegründet. Zweck der GmbH ist es die Bahnstrecke von Passau nach Freyung zu reaktivieren und dort Freizeitverkehr zu betreiben. Am 12. Dezember 2006 erfolgte die Eintragung ins Handelsregister Passau unter der Nummer HRB 7054. Geschäftsführer wurden Helmut Streit und Thomas Schempf, ehemaliges Vorstandsmitglied von Pro Bahn Bayern. Das Stammkapital beträgt derzeit 300.000 €. Im März 2009 erhielt die Rhein-Sieg-Eisenbahn GmbH als Partner der Ilztalbahn GmbH vom bayerischen Wirtschaftsministerium die Betriebsgenehmigung zum Betreiben der Ilztalbahn. Die Ilztalbahn GmbH pachtete daraufhin die Bahnstrecke im April 2009 für 50 Jahre von der DB Netz und machte sie wieder befahrbar.
Am 12. September 2010 konnte die Teilstrecke Waldkirchen–Freyung in Betrieb genommen werden. Am 16. Juli 2011 wurde die Gesamtstrecke für den Personenverkehr in Betrieb genommen. In der ersten Saison, die am 31. Oktober 2011 endete, fuhren 28.000 Fahrgäste mit den Zügen der ITB. Während der Winterpause wurde die Strecke weiter ertüchtigt. Insbesondere die Sicherung von Bahnübergängen standen dabei auf dem Programm. Daneben wurden auch Bahnsteigneubauten in Stelzlhof bei Passau, Unterjacking bei Tiefenbach (bei Passau) und Karlsbach bei Waldkirchen vorbereitet. Zwischen dem 28. April und dem 28. Oktober 2012 wurde an 27 Wochenenden und sechs Feiertagen die zweite Fahrsaison durchgeführt. Daneben wurden mehrere privat bestellte Sonderfahrten auf der Bahnstrecke abgewickelt. Dabei konnten insgesamt 50.000 Fahrgäste begrüßt werden. Im Oktober 2012 wurde der bislang angemietete Bahnhof Waldkirchen durch den Förderverein Ilztalbahn e. V. erworben. Er soll nach Denkmalschutzvorgaben umgebaut werden. Im Januar 2013 genehmigte der Landkreis Passau für Infrastrukturmaßnahmen auf seinem Gebiet eine Förderung über 15.000 Euro an die Ilztalbahn GmbH.
Zum 1. April 2024 wurde die Ilztalbahn Eisenbahninfrastrukturunternehmen und übernahm den Betrieb der Bahnstrecke Passau–Freyung.

## Fahrzeuge und Betrieb

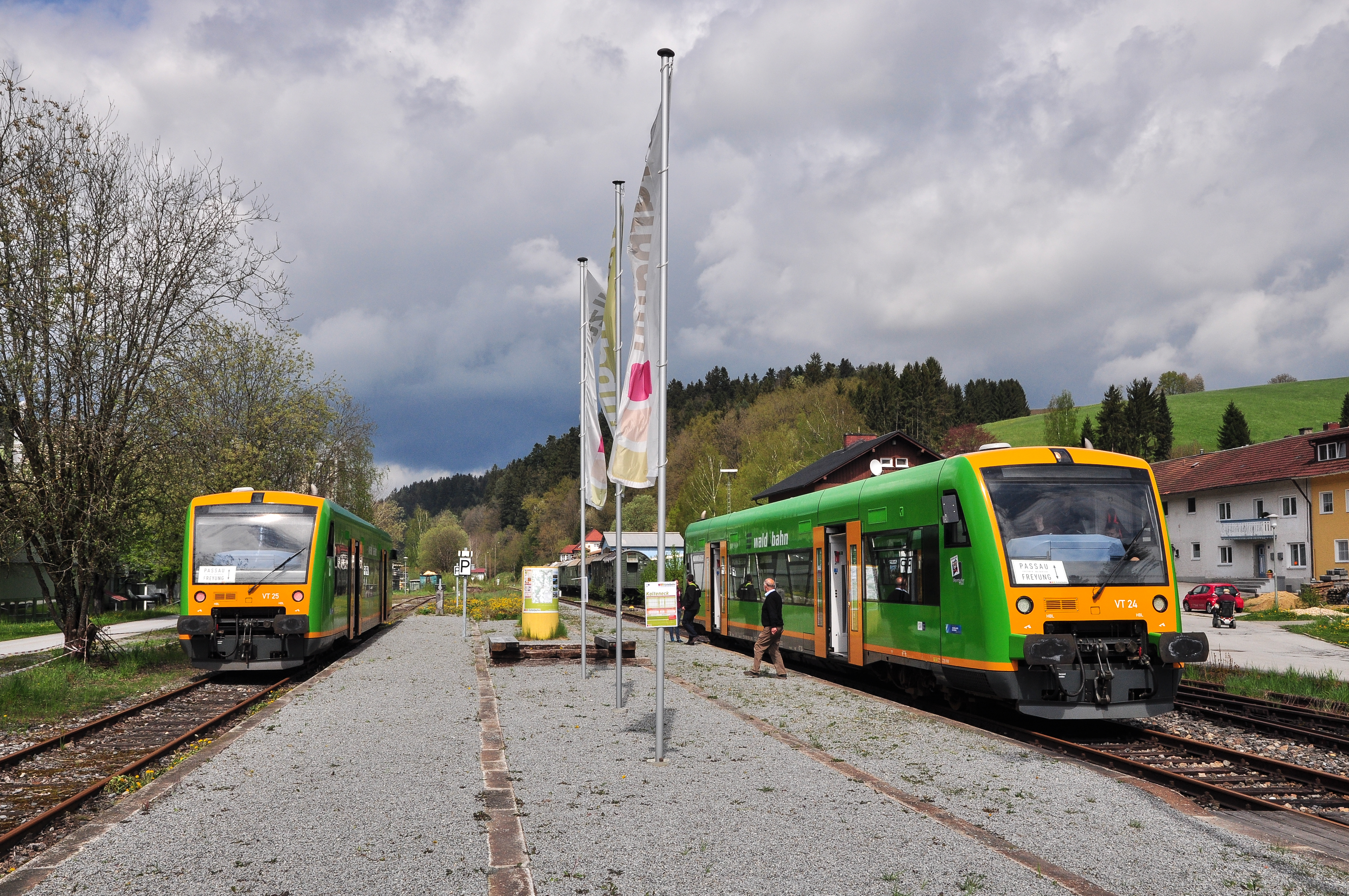
Zugkreuzung im Bahnhof Kalteneck 2015

Die ITB besitzt als eigenes Bahnfahrzeug für den Unterhalt der Strecke einen Zweiwegebagger, der von einer österreichischen Gleisbaufirma im Frühjahr 2012 übernommen werden konnte. Außerdem war der Klv 53 (Seit 2017 steht an seiner Stelle ein Klv 54, welcher jeweils zu 50 % im Besitz der Ilztalbahn GmbH und des Förderverein Ilztalbahn ist) des Lokalbahnverein Hauzenberg (ehem. Passauer Eisenbahnfreunde) in Waldkirchen als Dauerleihgabe seit August 2009 an die Ilztalbahn GmbH verliehen.
Der Personenverkehr wurde zumeist mit gemieteten Fahrzeugen der zu Netinera gehörenden Waldbahn (Wochenendverkehr) und der Passauer Eisenbahnfreunde (Feiertagsverkehr) abgewickelt. Dabei wurde der Linienbetrieb als auch die Überführung der Regio-Shuttle für den Wochenendverkehr nach Passau durch die ITB unter Mithilfe von Ehrenamtlichen des Fördervereins Ilztalbahn durchgeführt. Diese Fahrzeuge werden dabei mit Aufkleber der Ilztalbahn GmbH an den Seitenwänden ausgestattet. Dieser Verkehr wird an Wochenenden und Feiertagen in der Fahrsaison von Anfang Mai bis Ende Oktober mit vier Zugpaaren zwischen Passau, Waldkirchen und Freyung in der Nebensaison und sechs Zugpaaren in der Hauptsaison (bayerische Sommerferien) durchgeführt. Bei Nichtverfügbarkeit der Waldbahn-Regio-Shuttles kamen auch Fahrzeuge der Oberpfalzbahn und von Agilis zum Einsatz.
Darüber hinaus wird die Strecke für weiteren Sonderverkehr anderer Eisenbahnverkehrsunternehmen, wie etwa den Passauer Eisenbahnfreunden, vorgehalten.
Die Ilztalbahn GmbH forcierte eine Integration der Ilztalbahn und ihrer Anschlussbusse in das Igelbussystem zum Nationalparkjubiläum 2020 sowie einen täglichen Verkehr zur Landesgartenschau Freyung 2023, sofern sich das Land Bayern daran finanziell beteiligt.
2023 mietete die Ilztalbahn langfristig einen Dieseltriebwagen der DB-Baureihe 628.2 mit Fahrradabteil, welcher ehemals der Westfrankenbahn gehörte und sich nun im Besitz des Unternehmens MaS Bahnconsult befindet, an. Dieser wurde zur Saison 2024 in den Produktfarben der Deutschen Bundesbahn Minttürkis, Pastelltürkis und Lichtgrau lackiert.

## Abbildungen

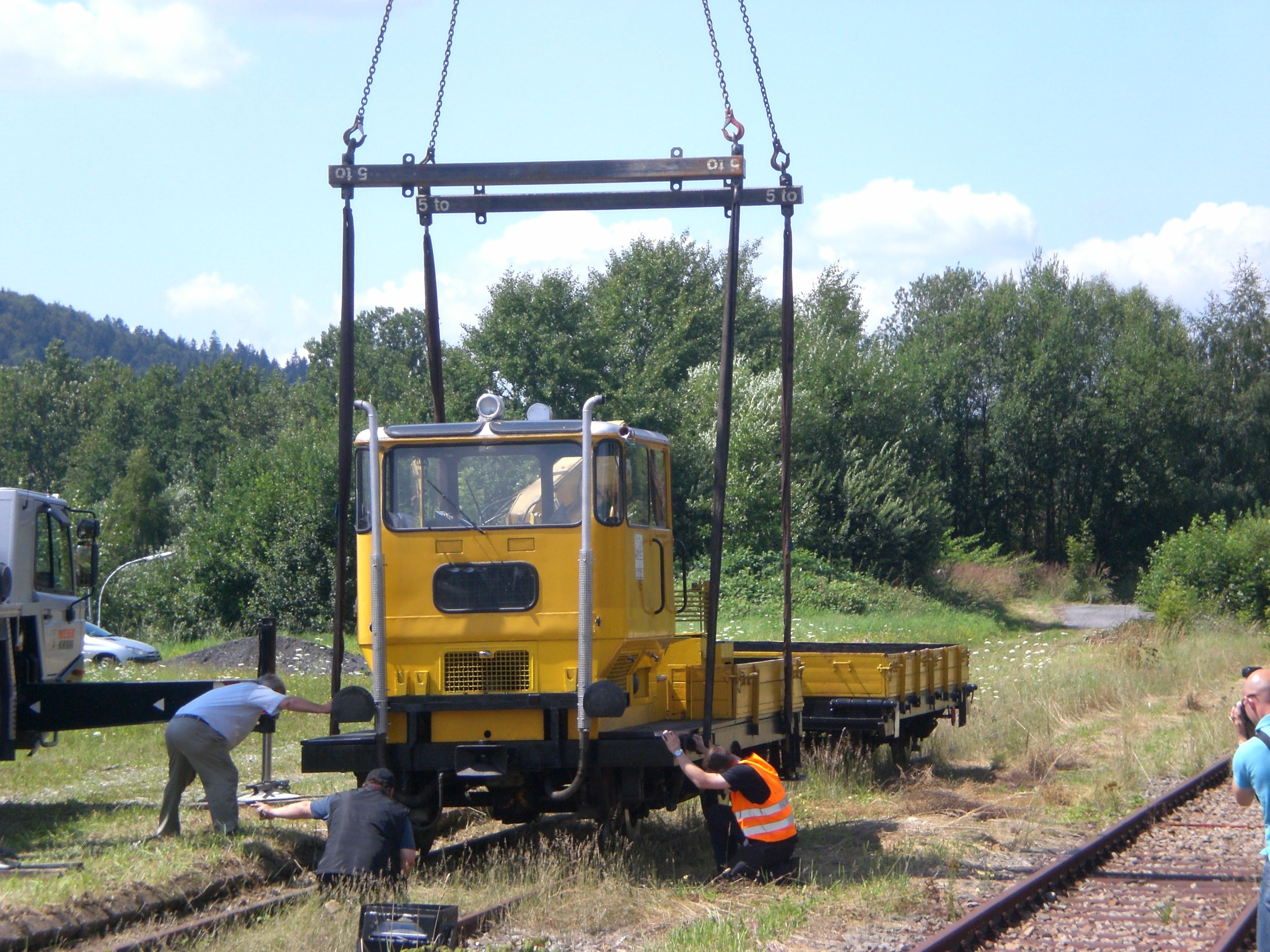
Aufgleisen des Klv 53 im Bahnhof Waldkirchen 2009.
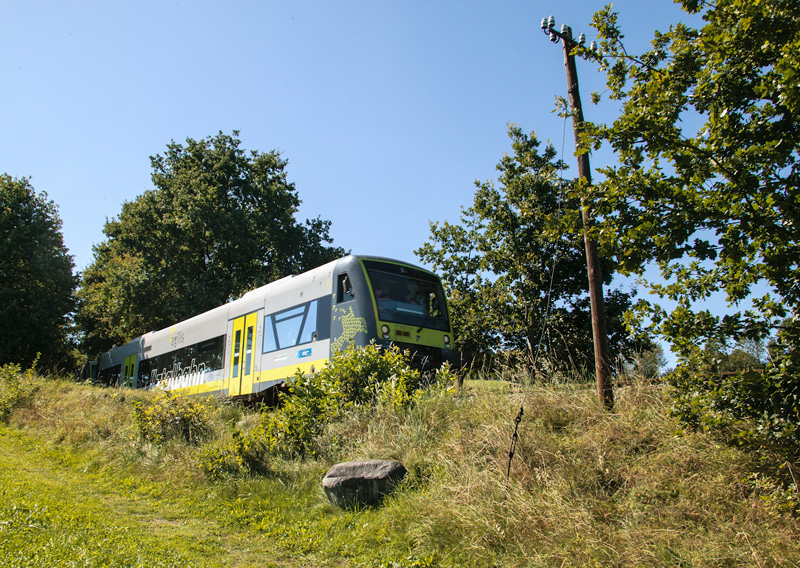
RS1 der Agilis mit Branding der Ilztalbahn. Unterwegs auf der Strecke der Ilztalbahn.
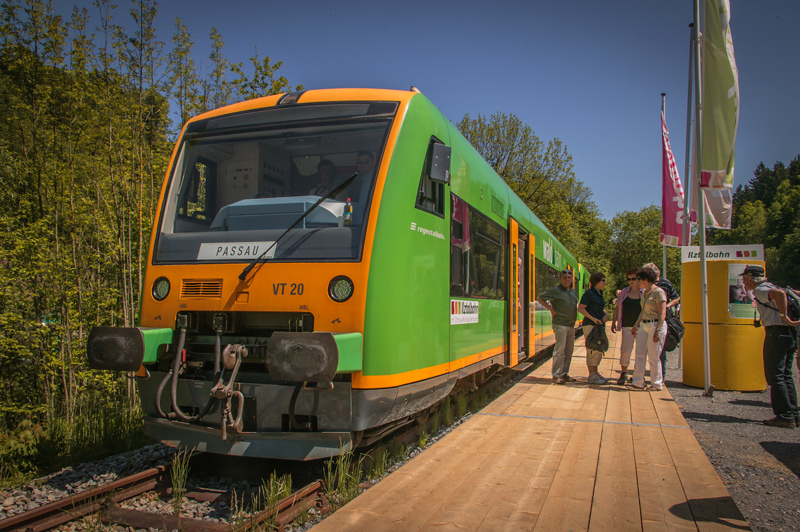
RS1 der Regentalbahn – ausgeliehen an die Ilztalbahn – beim Halt in Fürsteneck.
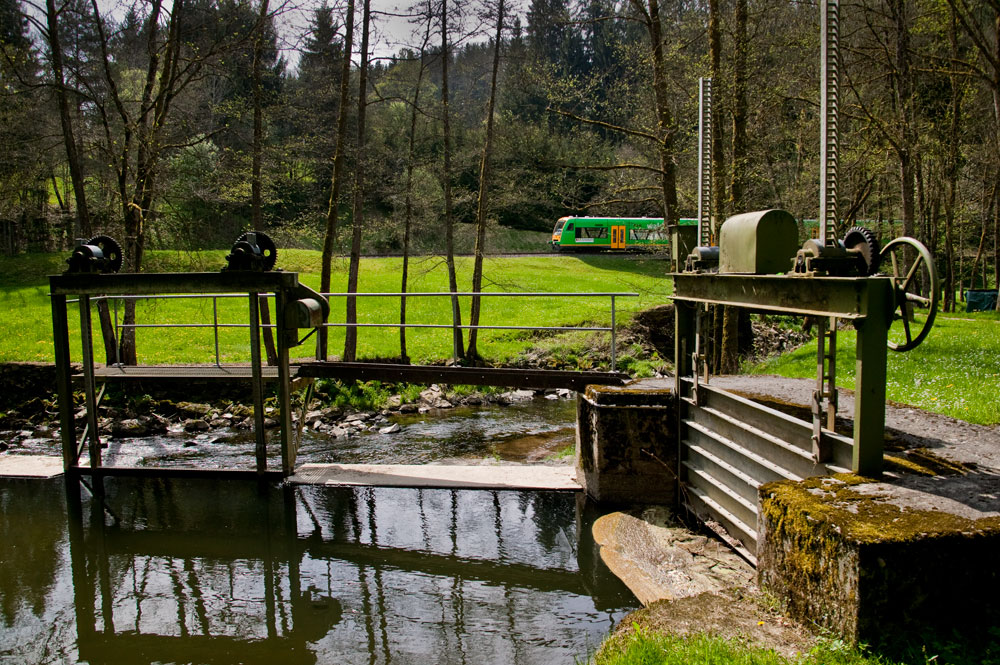
Die Ilztalbahn passiert die Leopiermühle am Osterbach.
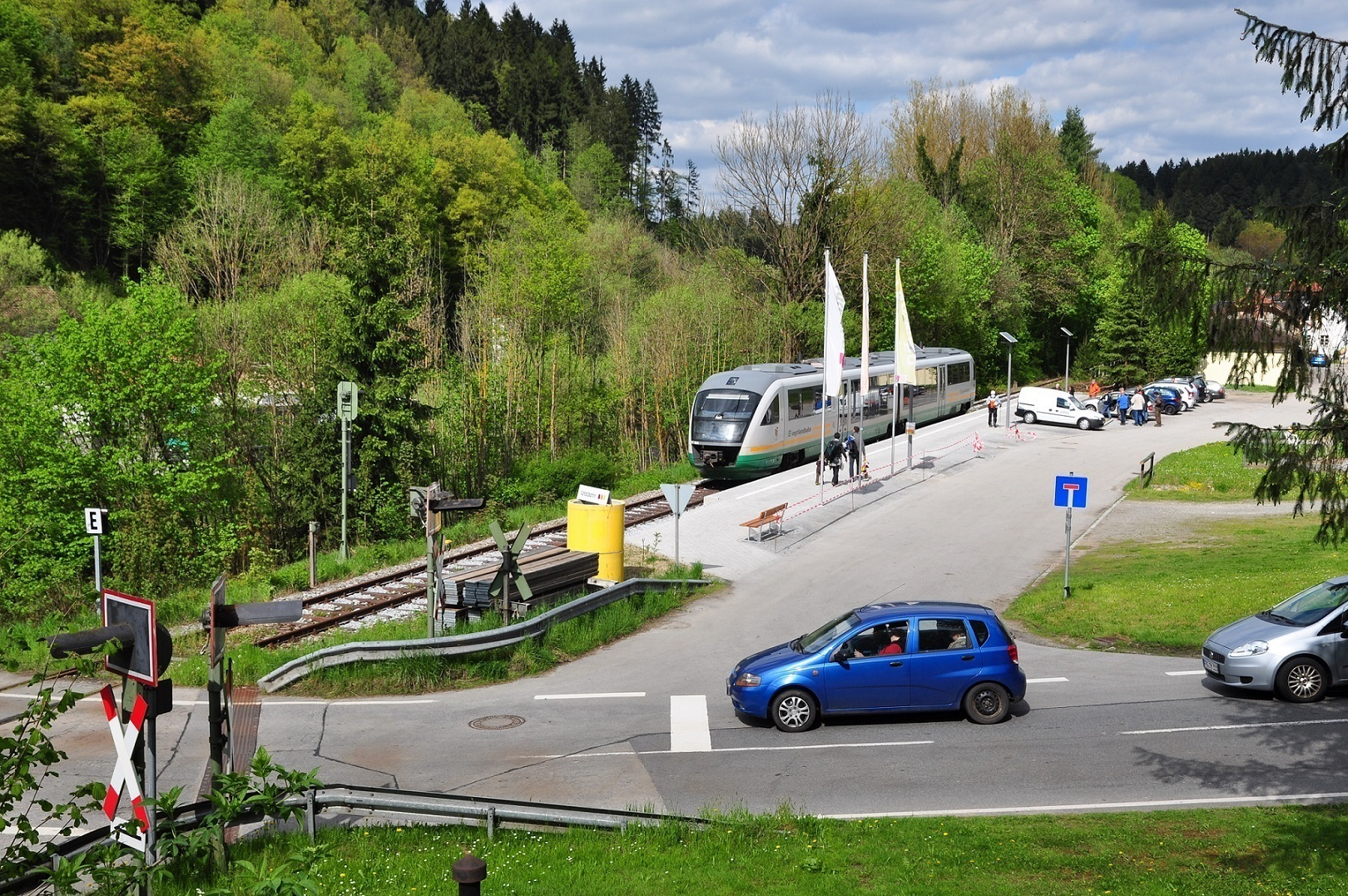
Die Ilztalbahn am sanierten Haltepunkt Fürsteneck (2014).